# Бранислав Симић
Бранислав Симић (Горња Рогатица, 21. март 1935) бивши је југословенски и српски рвач, освајач златне медаље на Олимпијским играма 1964. године.

## Биографија
Рођен је 21. марта 1935. године у Горњој Рогатици. Као рвач најдуже је наступао у Пролетеру из Зрењанина, а био је члан и београдског Партизана. Са својих 14 година освојио је титулу првака у пионирској, а већ 1952. и титулу првака у сениорској конкуренцији. Освојио је злато на Олимпијским играма у Токију (1964), а у Мексико Ситију (1968) окитио се бронзаном медаљом. Носио је заставу Југославије на церемонији отварања Олимпијских игара 1968. године. Био је други на Светском првенству у Софији (1963), победио је на Медитеранским играма у Тунису (1967). Симић је био 11. пута првак Југославије.
Судио је шест пута на Олимпијским играма у низу, од Лос Анђелеса (1984) до Атине (2004), а на Светском првенству 1987, одржаном у Клермон Ферану (Француска), добио је „златну пиштаљку“ и проглашен најбољим рвачким судијом на свету. Био је 20 година инструктор и члан судијске комисије Светске рвачке федерације. Добитник је највећих друштвено - спортских признања и међу великанима који су носиоци националног признања за остварене резултате у олимпијским спортовима на највећим такмичењима.
По струци је дипломирани историчар и професор историје. Пензионерске дане проводи у Новом Саду, у Дому за старије особе.